# Bureau of Aeronautics

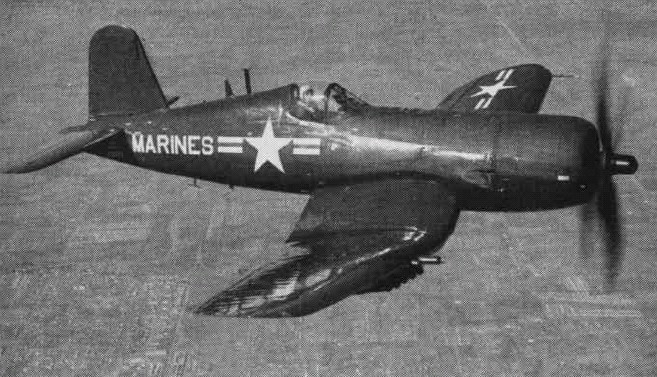
Le Bureau of Aeronautics intervint par exemple dans la conception du Chance Vought F4U Corsair, au cours de la Seconde Guerre mondiale.

Le Bureau of Aeronautics (en français : « Bureau de l'Aéronautique »), ou sous sa forme raccourcie « BuAer », était l'organisation de soutien matériel pour l'Aviation navale de la United States Navy, de 1921 à 1959.
Le Bureau avait la « connaissance » (c'est-à-dire la responsabilité) pour la conception, la procuration, le déploiement et le soutien technique des avions navals et des systèmes qui leur étaient liés. Les armes aériennes, toutefois, restaient sous la responsabilité du Bureau of Ordnance (BuOrd), une organisation faisant également partie de la Navy.

## Origines: les années 1920 et 1930

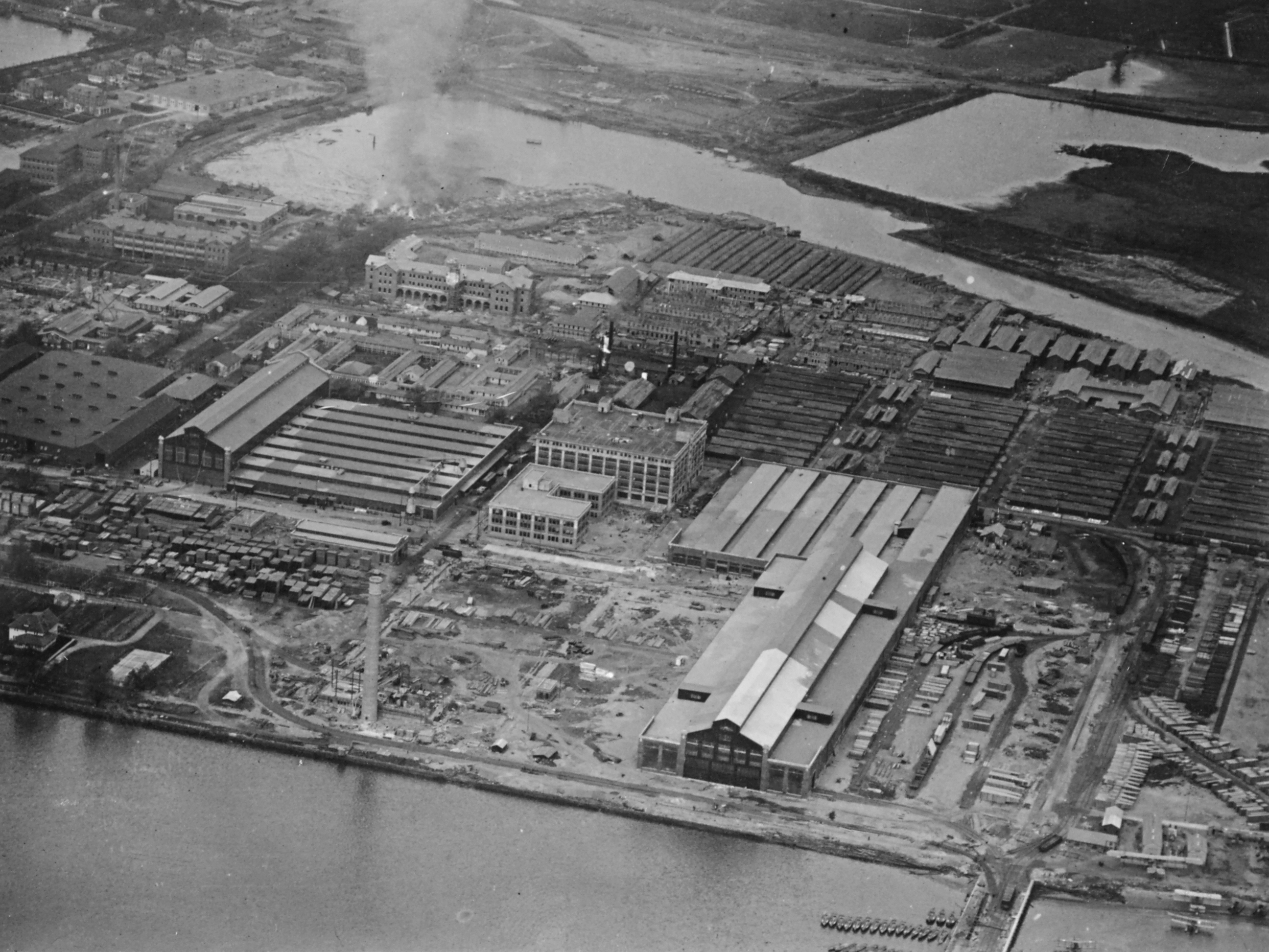
Vue aérienne de la Naval Aircraft Factory, en 1918. Ce constructeur aéronautique joua plus tard un rôle important pour le BuAer.

Le Congrès des États-Unis mit en place le BuAer le 12 juillet 1921, afin de créer une seule institution organisationnelle pour l'Aviation navale américaine. Avant 1921, la « connaissance » pour l'aviation avait été divisée en de nombreux bureaux et organisations divers de la Marine américaine. Le premier chef du BuAer fut le Rear admiral (RADM) William A. Moffett (1869–1933), un récipiendaire de la Medal of Honor et commandant de navire de guerre qui avait soutenu pendant longtemps le développement de l'Aviation navale. Il servit, en tant que chef du Bureau, de 1921 à sa mort, en 1933, dans le crash du dirigeable USS Akron (ZRS-4). Travaillant en étroite collaboration avec le R. A. Moffet, le Captain Henry C. Mustin (en) servit comme premier chef-adjoint, aidant à mener l'Aviation navale à la pointe de la Force militaire américaine.
Administrateur talentueux, Moffett assura l'indépendance permanente de l'Aviation navale pendant les années 1920, alors que le Brigadier General Billy Mitchell et d'autres désiraient absolument réunir toute l'Aviation militaire américaine dans une seule force aérienne indépendante. Après la mort de Moffett, le poste de chef fut repris par le Rear admiral Ernest King, futur Fleet Admiral et Chief of Naval Operations pendant la Seconde Guerre mondiale. D'autres chefs importants du Bureau incluent le Rear admiral John S. McCain, Sr., le grand-père du sénateur américain
John S. McCain III.
Pendant les années 1930, le BuAer fut à la tête de changements technologiques rapides dans l'Aviation navale. La politique du Bureau était de limiter sa propre production, afin de favoriser et soutenir l'industrie aéronautique civile. Le BuAer utilisa la Naval Aircraft Factory à Philadelphie, en Pennsylvanie, comme usine pour produire de petits nombres d'avions prototypes.

## Seconde Guerre mondiale et période après-guerre
La Seconde Guerre mondiale amena également d'énormes changements. Le BuAer fut forcé de s'étendre rapidement, afin de pouvoir se conformer aux besoins de la Nation américaine. À la fin de la guerre, le Bureau disposait d'une structure qui supervisait des milliers d'employés, et l'acquisition de dizaines de milliers d'avions. En 1943, la Navy créa le poste de « Deputy Chief of Naval Operations for Air » (en français : « chef-adjoint des opérations navales aériennes ») ou DCNO(Air), un changement qui permettait de retirer une partie des responsabilités du BuAer pour les opérations navales afin de le soulager. Le Rear Admiral McCain — désormais promu au rang de Vice admiral — fut le premier à occuper ce poste.
La taille du BuAer diminua après la guerre, mais l'organisation continua à se focaliser sur la recherche et le développement aéronautique. Toutefois, la technologie navale devenant sans-cesse plus complexe, il devint évident que l'organisation du Matériel de la Navy était insuffisante. En particulier, la Marine nécessitait une meilleure intégration des armements aériens avec les avions navals. Il y eut également la question des avions « sans pilote », les ancêtres des drones modernes de la fin du vingtième siècle. Le BuAer les considérait comme des avions, alors que le BuOrd les voyait plutôt comme des missiles guidés.
Afin de résoudre ce dernier problème, la 1er décembre 1959, la United States Navy fusionna le BuAer et le BuOrd pour créer le Bureau of Naval Weapons (en) (BuWeps). Ce fut toutefois une solution temporaire et, en 1986, la Navy entreprit une révision complète de son Organisation du Matériel. Le système « Bureau (en) », qui existait depuis les années 1840, fut remplacé par des « Systems Commands » (SYSCOM). Le BuWeps fut remplacé par l'actuel Naval Air Systems Command (en) (NAVAIR).

## Chefs duBureau of Aeronautics
1. RADM William A. Moffett : 26 juillet 1921 – 4 avril 1933 ;
2. RADM Ernest J. King : 3 mai 1933 – 12 juin 1936 ;
3. RADM Arthur B. Cook : 12 juin 1936 – 1er juin 1939 ;
4. RADM John H. Towers : 1er juin 1939 – 6 octobre 1942 ;
5. RADM John S. McCain : 9 octobre 1942 – 7 août 1943 ;
6. RADM Dewitt C. Ramsey : 7 août 1943 – 1er juin 1945 ;
7. RADM Harold B. Sallada : 1er juin 1945 – 1er mai 1947 ;
8. RADM Alfred M. Pride : 1er mai 1947 – 1er mai 1951 ;
9. RADM Thomas S. Combs : 1er mai 1951 – 30 juin 1953 ;
10. RADM Apollo Soucek (en) : 30 juin 1953 – 4 mars 1955 ;
11. RADM James S. Russell : 4 mars 1955 – 15 juillet 1957 ;
12. RADM Robert E. Dixon : 15 juillet 1957 – 1er décembre 1959.